# IBM 씽크패드 701

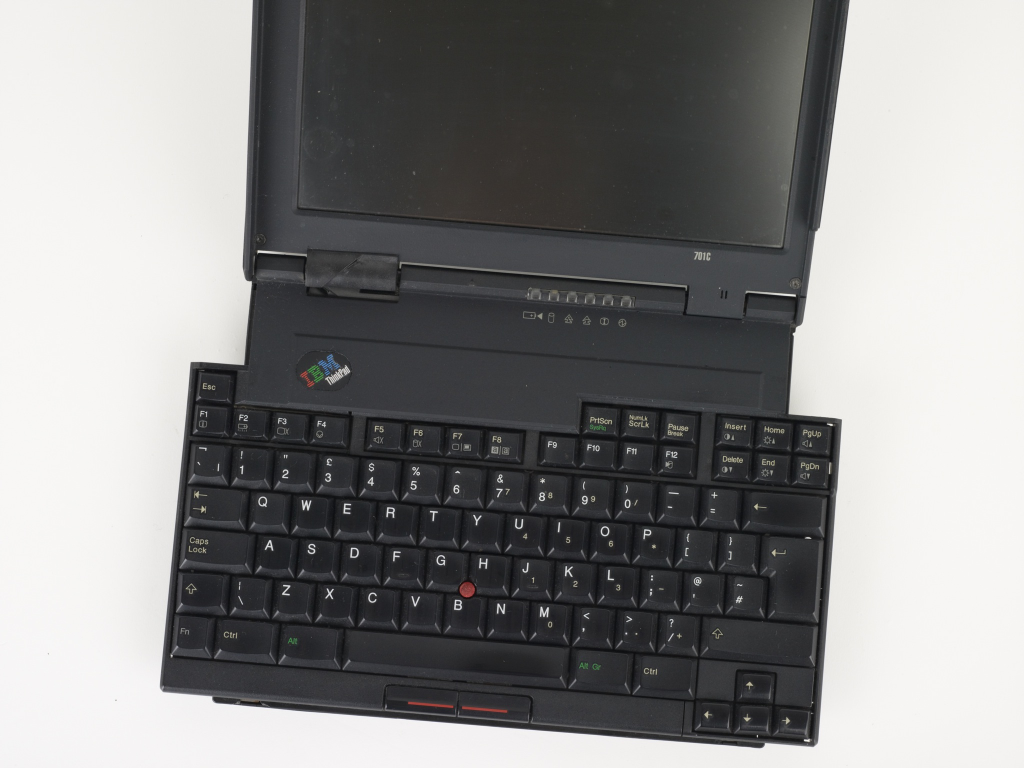
IBM 씽크패드 701

IBM 씽크패드 701(IBM ThinkPad 701)은 IBM의 씽크패드 제품군에 속하는 서브노트북이다. 701은 존 카리디스(John Karidis)가 디자인한 슬라이딩 키보드 때문에 구어적으로 버터플라이(Butterfly)로 알려져 있다. 1993년부터 개발되어 1995년 3월부터 그해 말까지 판매되었으며 가격은 1,499달러에서 3,299달러 사이였다. 701은 1995년에 가장 많이 팔린 노트북이었으며 27개의 디자인 상을 받았다. 이는 인텔 i486의 DX2 또는 DX4 버전을 기반으로 하며 칩스 앤드 테크놀로지스(Chips and Technologies)의 CT-65545 그래픽 칩과 결합되었다. 701Cs 버전은 DSTN 디스플레이를 사용한 반면, 701C는 TFT LCD를 사용했다. 윈도우 3.11과 DX4 모델의 경우 OS/2 워프 3.0이 사전 설치되어 있다. 701은 화면 크기가 커진 후 키보드 디자인이 더 이상 필요하지 않아 단종되었다. 단종 이후 버터플라이 스타일 키보드를 갖춘 새로운 노트북에 대한 추측이 있었다.

## 같이 보기
- 인체공학 키보드
- 컴퓨터 크기의 분류 목록